# Выргород

Приложение к журналу «Fuzz» № 10/2003

«Выргород» — независимое музыкальное и книжное издательство, московский инди-лейбл, специализирующийся на выпуске альбомов современных российских андеграундных исполнителей. Также — один из крупнейших интернет-магазинов данной жанровой направленности. Возникло 20 февраля 2001 года. Основатель и бессменный руководитель — Александр (Алес) Валединский.

## Деятельность
Возникнув как кассетный лейбл, в дальнейшем «Выргород» стал выпускать релизы на CD и на виниле.
В издательском портфеле «Выргорода» такие команды и исполнители как «Гражданская Оборона», «Адаптация», «Чёрный Лукич», «Чернозём», «Теуникова & КоМПОзит», «Рада и Терновник», «Дочь Монро и Кеннеди», «Лайда», «Тёплая Трасса», «ВПР и Фестиваль Всего на Свете», «Церковь Детства», «Хуго-Уго», «Учитель Ботаники», «Западный Фронт», «Беловодье», «Соломенные еноты», «Белканов-Бэнд», Евгений «Корней» Корнийко и другие.
Компания сотрудничает с лейблами «Отделение ВЫХОД», «ХОР», «UR-REALIST», «CAMEL Studio» и другими.
С 2011 года «Выргород» начал работать и как книжное издательство. Главный редактор — Лев Наумов. Префикс ISBN 978-5-905-6230. Также в работе издательства принимают участие — Андрей Романов, дизайнеры Андрей Батура, Сергей Кашковский, Василий Киреев. Подготовкой книг к печати занимаются Николай Новодворский, Елена Киприда и другие.
Выпущены книги — Егора Летова, Янки, Александра Башлачёва, Бориса Белокурова (Усова), Олега «Манагера» Судакова, Олега Ковриги и другие. В 2020-м году выпущена книга Александра Кушнира «Майк Науменко. Бегство из зоопарка», подробно исследующая жизнь и творчество музыканта Майка Науменко. В 2023 году выпущена книга «ДрАнтология» , посвящённая Вене Д'ркину.
Начиная с 2011 года издательство «Выргород» регулярно принимает участие в российской международной книжной выставке интеллектуальной литературы Non/fiction.

## Оценка деятельности
Главные подвижники русского андеграунда в его традиционном понимании, лейбл, выпустивший бесчисленное количество странной, маргинальной и попросту важной музыки. В первую очередь «Выргород» ассоциируется с «Гражданской обороной» — именно здесь их диски выходили последние пять лет; но «Обороной» их каталог отнюдь не исчерпывается.  — «Кто, как и зачем делает российские независимые лейблы»,  Афиша Daily

## Артисты
- Адаптация
- Беловодье
- ВПР и Фестиваль Всего на Свете
- Веня Д’ркин
- Гражданская Оборона
- Дочь Монро и Кеннеди
- Янка
- Западный Фронт
- Коммунизм
- Кооператив Ништяк
- Лайда
- Егор Летов
- Манагер и Родина
- Юрий Наумов
- Александр Непомнящий
- Посев
- Рада и Терновник
- Кузя УО
- Соломенные еноты
- Тёплая Трасса
- Теуникова & КоМПОзит
- Церковь Детства
- Учитель Ботаники
- Хуго-Уго
- Максим Котомцев
- Чернозём
- Чёрный Лукич
- Цыганята и я с Ильича

## Статьи, рецензии
- Кто, как и зачем делает российские независимые лейблы
- Каталог статей об издательстве «Выргород»